# Цзюнь-цзы
Цзюнь-цзы (кит. 君子) — одно из нормативных понятий конфуцианства.

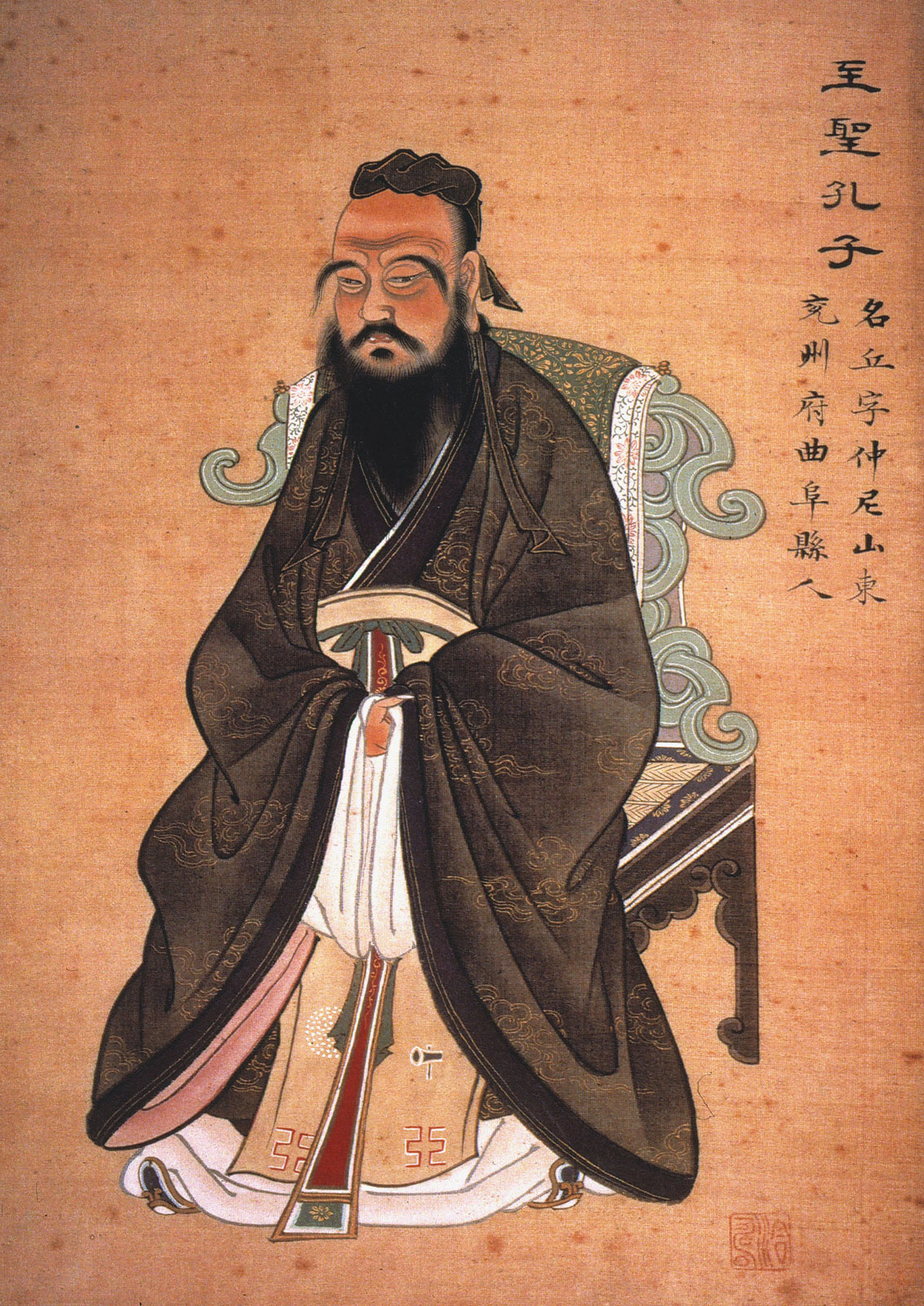
Цзюнь-цзы — носитель истинных добродетелей согласно Конфуцию

Цзюнь-цзы — это норматив конфуцианской личности, впервые представленный в «Лунь юе» и развитый в «Чжун юне», носитель совокупности конфуцианских добродетелей. Противопоставляется «ничтожному человеку», «маленькому человеку» (сяо жэнь), воплощению эгоистического прагматизма, неспособному выйти за рамки своей практической специализации и преодолеть духовно-нравственную ограниченность. Норматив «благородного мужа» нужен был в качестве образца, чтобы затем «посредством человеческого выправлять человека… подобно тому, как топорище вырубают топором по образцу, находящемуся прямо перед глазами». Совершенство цзюнь-цзы столь значимо, что сам Конфуций не отваживался называть себя «овладевшим путём благородного мужа», или принимал этот титул с большими оговорками:

Учитель сказал: «Разве я смогу стать мудрецом или человеколюбивым человеком? Я всего лишь учусь без пресыщения, просвещаю без устали. Только это я и могу сказать о себе». Гунси Хуа сказал: «Мы, ваши ученики, не можем научиться и этому».

У Конфуция понятие цзюньцзы соотносится с личностью правителя или представителя социальных верхов (означало «благородный муж»); по мере исторического развития оно приобрело более общий характер (стало пониматься как «совершенный муж»).